# Lady of the Light
Lady of the Light is het debuutalbum van de Zweedse muziekgroep Black Bonzo. Het album is gedurende de maanden januari tot en met maart 2004 opgenomen in de Rumble Road Studio. Het album verkocht binnen het segment boven verwachting goed, want het was al vrij snel uitverkocht. Een Japanse (maar dus dure) persing gaf enige soelaas, maar in 2009 werd toch een nieuwe persing noodzakelijk. Die persing bevat in de laatste twee liederen bonustracks. De muziek klinkt als een kruising tussen een vroege Uriah Heep en Emerson, Lake & Palmer.     

## Musici
- Magnus Lindgren - zang
- Joakim Karlsson – gitaar
- Patrick Leandersson – basgitaar

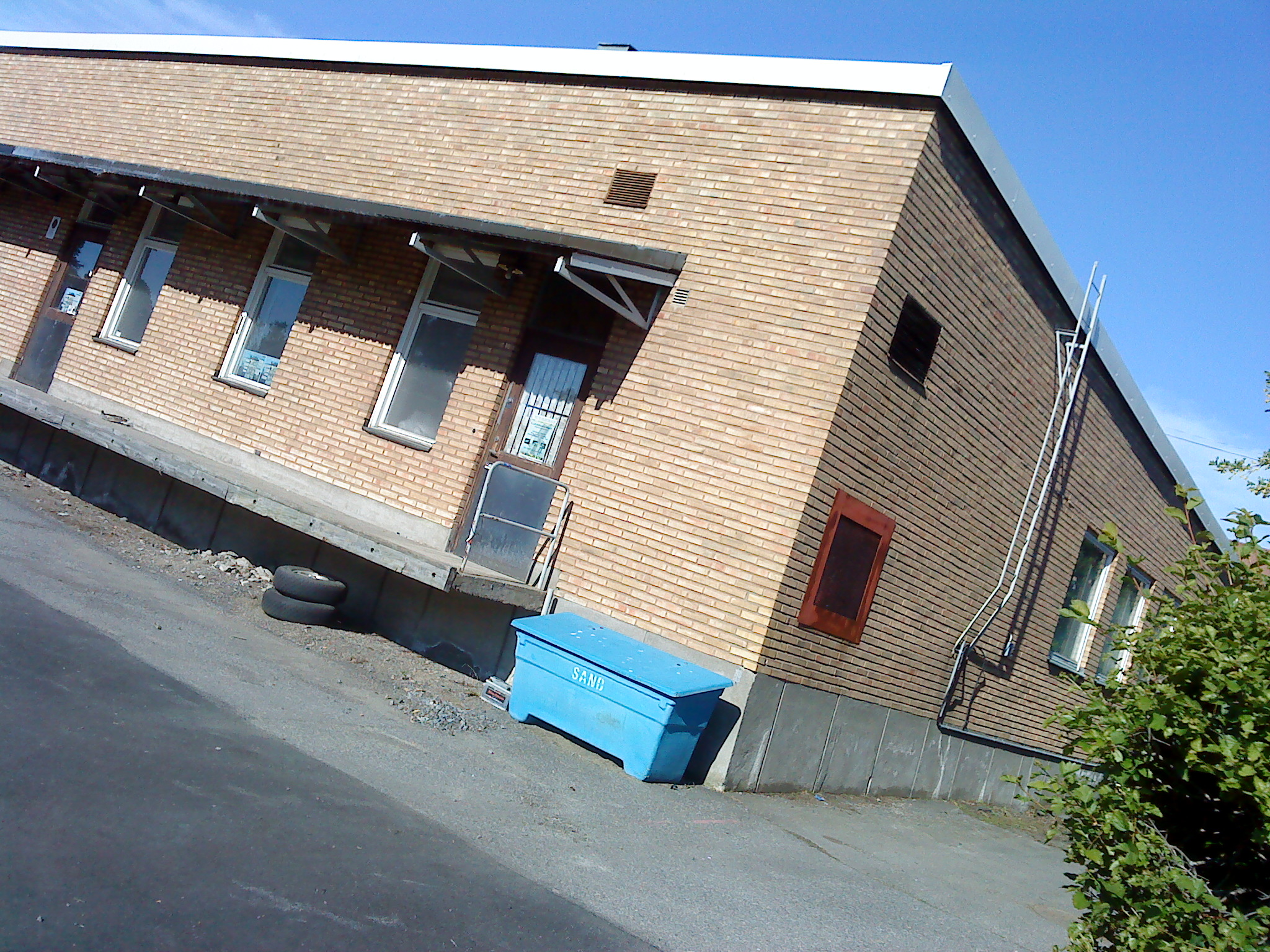
De studio (omgebouwde supermarkt)

- Nicklas Ahlund – toetsinstrumenten waaronder mellotron en hammondorgel
- Mike Israel – slagwerk

## Muziek
| Nr. | Titel                         | Duur |
| --- | ----------------------------- | ---- |
| 1.  | Lady of the light             | 7:03 |
| 2.  | Brave young soldier           | 9:08 |
| 3.  | These are days of sorrow      | 6:42 |
| 4.  | New day                       | 4:13 |
| 5.  | Fantasyworld                  | 6:45 |
| 6.  | Freedom                       | 3:20 |
| 7.  | Sirens                        | 4:53 |
| 8.  | Jailbait                      | 4:19 |
| 9.  | Leave your burdens            | 4:03 |
| 10. | Where the river meets the sea | 7:54 |
| 11. | The path                      | 4:50 |
| 12. | Losing faith                  | 4:42 |

Het middenstuk van Brave young soldiers heeft qua akkoordenopbouw gelijkenis met Hotel California van The Eagles.